# Liste der Naturdenkmale in Hilscheid
Die Liste der Naturdenkmale in Hilscheid nennt die im Gemeindegebiet von Hilscheid ausgewiesenen Naturdenkmale (Stand 11. März 2024).

## Naturdenkmale
| Nr.         | Bezeichnung      | Lage                                             | Beschreibung                                                                                      | Bild                                    |
| ----------- | ---------------- | ------------------------------------------------ | ------------------------------------------------------------------------------------------------- | --------------------------------------- |
| ND-7231-455 | Eiche            | östlich des Ortes am Forsthaus Hilscheid Lage    | Quercus sp.; um 1700 gekeimt; 20 m hoch bei 3,05 m Brusthöhenumfang und 20 m Kronendurchmesser    | Direkt Bild zu diesem Denkmal hochladen |
| ND-7231-456 | Präsidentenbuche | südöstlich des Ortes; Abteilung Röderbruch Lage  | Fagus sylvatica; um 1800 gekeimt; 31 m hoch bei 3,8 m Brusthöhenumfang und 19 m Kronendurchmesser | Direkt Bild zu diesem Denkmal hochladen |
| ND-7231-460 | Alte Eiche       | südöstlich des Ortes am Forsthaus Röderbach Lage | Quercus sp.                                                                                       | Direkt Bild zu diesem Denkmal hochladen |

## Ehemalige Naturdenkmale
| Nr. | Bezeichnung            | Lage                                              | Beschreibung | Bild                                    |
| --- | ---------------------- | ------------------------------------------------- | --- | --------------------------------------- |
|     | Heiliger Hain          | im Gipfelbereich des Erbeskopfs Lage              | Rotbuchenhochwald; flächenhaftes Naturdenkmal, ca. 4,0 ha; um 1961 weitgehend gerodet, Rechtsverordnung aufgehoben | Direkt Bild zu diesem Denkmal hochladen |
|     | Schlangenfichte        | südöstlich des Ortes; Abteilung In der Dhron Lage | Picea abies; Rechtsverordnung aufgehoben                                                                           | Direkt Bild zu diesem Denkmal hochladen |
|     | Hunnenring             | östlich des Ortes auf dem Röderberg Lage          | stark gestörter Ringwall, Zeitstellung unklar; Rechtsverordnung aufgehoben                                         | Direkt Bild zu diesem Denkmal hochladen |
|     | Mehlbeerbaum           | ca. 400 m nördlich des Erbeskopfs                 | Sorbus aria; Rechtsverordnung aufgehoben                                                                           | Direkt Bild zu diesem Denkmal hochladen |
|     | Eschenblättriger Ahorn | südöstlich des Ortes beim Jagdhaus Hohlweide Lage | Acer negundo; Rechtsverordnung aufgehoben                                                                          | Direkt Bild zu diesem Denkmal hochladen |